# Аннексия Савойи
Аннексия Савойи — присоединение к Франции Савойи и графства Ниццы в 1860 году, по условиям Туринского договора.
В 1860 году сардинский король Виктор Эммануил II в вознаграждение за присоединение к его королевству Пармы, Тосканы, Модены и Романьи, уступил Франции Савойю вместе с Ниццей; была соблюдена формальность плебисцита, но были приняты меры, чтобы плебисцит оказался в пользу присоединения.
Уступка этой территории вызвала большое раздражение против правительства; его выразил в очень резкой речи Гарибальди, сам уроженец Ниццы. Присоединённая к Франции Савойя образовала два департамента: современные Савойя и Верхняя Савойя.

### Терминология
Термины для обозначения периода различаются, и четыре из них находятся в употреблении: аннексия, воссоединение, цессия и включение.
Слова «аннексия» и «воссоединение» были в ходу во время дебатов 1860 года между  сторонниками и противниками унии с Французской империей. Однако, именно термин «воссоединение» появляется в тексте договора 1860 года (Статья 1. Его Величество Король Сардинии даёт согласие на воссоединение Савойи и района Ниццы), производя впечатление, что население соглашается с решениями правителей. Профессор Люк Монье в своей книге «Присоединение Савойи к Франции и швейцарской политике» (1932) подчеркивает: Мы говорили не об аннексии Ниццы и Савойи, а о том, чтобы учесть пожелания этих двух провинций, формулу более элегантную и уважающую приличия. Более того, граф Кавур, по-видимому, настаивал на использовании слова «воссоединение» вместо «цессия». 
Принятие населением этой передачи территории будет выдвинуто по результатам плебисцита апреля 1860 года. Это событие также знаменует своим отпечатком определение термина в словаре Пьера Ларусса XIX века «приобретение территории, страны, при формально выраженной поддержке населения этой территории, этой страны.
Выражение регулярно пишется с большой буквы, особенно в некоторых произведениях. Кристиан Соррель в своей «Истории Савойи в образах: образы и истории» пишет об использовании этой заглавной буквы: "История Савойи, по своему масштабу, не избегает этих противоречий, как недавно показали дебаты вокруг тысячелетия династии, Революции, Аннексии или Сопротивления, термины, которые достаточно наделить заглавной буквой, чтобы предположить безвременье, питают воображение и пробуждают страсти, иногда очень искусственные".
Термин «воссоединение» использовался во время 50-летней годовщины 1910 года, но во время празднования столетия 1960 года в официальных документах скорее использоваться термин «включение», встречавшийся и в праздновании 150-летия.
Савойские историки, специализирующиеся на этом предмете, такие как профессора Жак Лови или Поль Гишонне, используют этот термин. Итальянские авторы предпочитают вариант «цессия», более соответствующий правовой действительности.

### Прелюдия: секретное соглашение

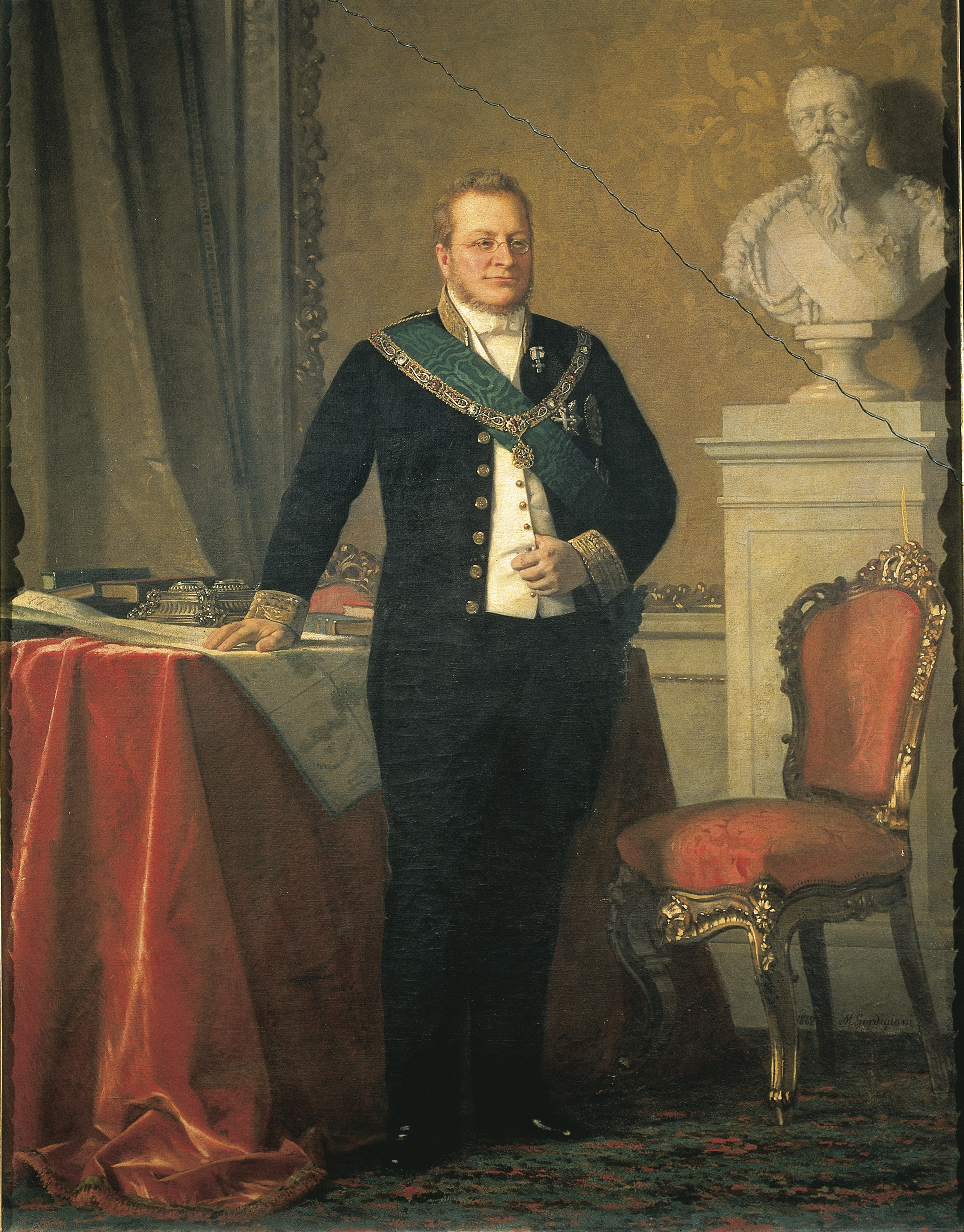
Камилло Бенсо Кавур, официальный портрет, 1850-е годы

21 июля 1858 года император Наполеон III и председатель Совета министров Сардинии граф Камилло Бенсо Кавур тайно встретились в Пломбьере, чтобы обсудить помощь Франции королевству Пьемонт-Сардиния в его борьбе против австрийской оккупации Италии в обмен на территории Савойи и Ниццы. Впоследствии,  26 января 1859 года, в Турине был подписан закрепляющий франко-пьемонтский союзный договор, а через четыре дня состоялся брак принца Наполеона Жозефа Бонапарта и принцессы Клотильды Савойской.
7 июля 1859 года, после перемирия в Виллафранке, Наполеон III отказался от Савойи, поскольку цели войны, о которых мечтали, не могли быть достигнуты. Однако, французские войска приветствуются населением Савойи за их помощь в итальянском деле. Кавур, не видя, что его проекты осуществились, был вынужден отказаться от власти и уступить место непопулярному Урбано Ратацци.

### Обсуждение
С августа 1859 по январь 1860 года Савойю мучила неуверенность в своем будущем. Либералы высказывались в пользу присоединения Савойи к своим государям, зародилась профранцузская аннексионистская партия, а на севере герцогства родилась идея присоединения к Швейцарии.

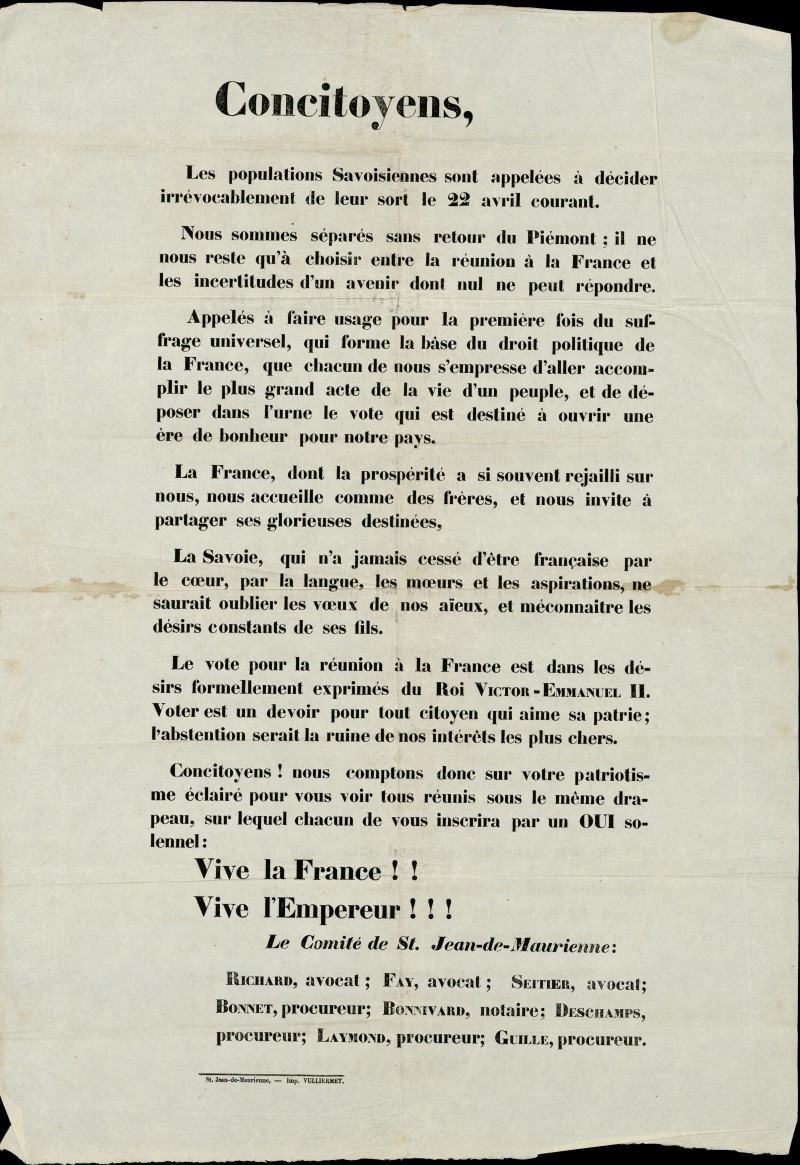
Обращение Комитета Сен-Жан-де-Морьен

Так, 25 июля 1859 года двадцать пять или тридцать савойских деятелей, не имевших реального политического или экономического положения, в основном из Шамбери, во главе с доктором Гаспаром Денари, и адвокатом и главным редактором «Le Courrier des Alpes» Шарлем Бертье выступили с обращением к королю Савойи Виктору-Эммануилу II с просьбой принять во внимание пожелания провинции: …сами акты, исходящие от вашего правительства, провозглашают основу итальянской национальности, чётко определённой Альпами, а также расой, обычаями и языком тех, кто призван принадлежать к ней. Эти условия, сир, исключают Савойю. Савойя не итальянка, и не может ей быть. Какое будущее уготовано для неё? Мы надеемся, сир, что ваше величество, проявившее столь благородное отношение к Италии, будет достаточно любезно защищать интересы Савойи в соответствии с её пожеланиями.
Согласно «Revue des deux Mondes» эти слова были подтверждением савойской национальности. Это обращение вызвало с августа петиции по всей Савойе и через местную, туринскую, женевскую и французскую прессу.
28 июля 1859 года в Анси, дюжина консервативно-католических депутатов Савойи обратилась к правительству с просьбой заняться материальной судьбой провинции Савойя.
Однако правительство Урбано Раттацци 3 августа 1859 года попыталось ограничить их влияние и приостановило публикацию «Le Courrier des Alpes» из-за требований для региона тех же избирательных прав, что и у населения Центральной Италии.
В августе 1859 года отдыхавший в Швейцарии граф Кавур вернулся в Сардинское королевство через Савойю. По пути он встретился с рядом персон, включая генерал-интенданта, занимавшего пост в Шамбери с 1856 года, демократа Пьетро Маджента, которого не одобряли консерваторы и соучредителя Revue des deux Mondes Франсуа Бюлоза, и выпускавшего «La Savoie et la Monarchie constitutionnelle» либерала Альбера Блана. За этим последовала встреча с двумя сыновьями короля, но приём оказался визитом вежливости, отмечают историки того периода, такие как Анри Менабреа. Однако противник аннексии Revue des Deux Mondes писало: Напрасно мы пытались утверждать, особенно в ультрамонтанских частях Франции, что приём, оказанный этим молодым принцам, был холодным. Г-н Альбер Блан очень хорошо опроверг это утверждение в письме, где он низвел до его значения сепаратистское движение Савойи (…).
Между декабрём 1859 и январём 1860 года правительство направило секретных эмиссаров, чтобы выяснить, поддерживает ли местное население планы воссоединения с Французской империей. Всё свидетельствует о большой непопулярности пьемонтского режима, в первую очередь среди элиты и церкви, но также и среди простонародья. Присоединение к процветающей и могущественной стране было большим искушением для савойцев.
В Турине граф Кавур вернулся к власти 16 января 1860 года после шести месяцев отставки в качестве председателя совета министров, готовый добиться объединения Италии.